# Lampetra alaskensis
Lampetra alaskensis är en ryggsträngsdjursart som först beskrevs av Vadim Dmitrij Vladykov och Kott 1978.  Lampetra alaskensis ingår i släktet Lampetra och familjen nejonögon. Inga underarter finns listade i Catalogue of Life.